# Molukkui héjabagoly
A molukkui héjabagoly (Ninox squamipila) a madarak osztályának a bagolyalakúak (Strigiformes) rendjéhez, a bagolyfélék (Strigidae) családjához tartozó faj.
A magyar név forrással nincs megerősítve.

## Előfordulása
Indonézia területén honos. A természetes élőhelye szubtrópusi és trópusi síkvidéki esőerdők, valamint erősen leromlott egykori erdők.

## Alfajai
- Ninox squamipila forbesi P. L. Sclater, 1883
- Ninox squamipila hantu (Wallace, 1863)
- Ninox squamipila squamipila (Bonaparte, 1850)